# Torre de la Ràdio i la TV de Riga
La Torre de la Ràdio i la TV de Riga és l'estructura més alta dels Països bàltics i de la Unió Europea. Va ser construïda entre 1979 i 1989, finançada per la Unió Soviètica. Fa 368 metres d'alçada i és el tercer edifici més alt d'Europa i la quinzena torre més alta del món.
Hi ha una plataforma d'observació pública a una alçada de 97 metres, des de la que es pot veure la major part de la ciutat i els seus voltants, així com el Golf de Riga.
L'arquitecte georgià Kims Nikurdze va ser el responsable del disseny, per al que es va utilitzar dolomita, granit i metall prefabricat a Txeliàbinsk. El muntatge es va fer en una factoria de Sant Petersburg. La torre està situada a l'illa de Zaķusala, al riu Dvinà. Malgrat que l'activitat sísmica a la regió és molt rara, es va dissenyar per aguantar vibracions notables.